# 玫瑰聖母聖殿 (龐貝)
龐貝玫瑰圣母圣殿（義大利語：Pontificio Santuario Maggiore Cattedrale della Beata Vergine del Santo Rosario）是一座天主教的主教座堂和宗座圣殿，位于意大利龐貝。